# Número de Brinkman
El Número de Brinkman (Br) es un número adimensional relacionado con la conducción de calor desde una pared a un fluido viscoso en movimiento. Se usa habitualmente en la fabricación y procesado de polímeros.

## Simbología
| Símbolo                       | Nombre                           | Unidad     |
| ----------------------------- | -------------------------------- | ---------- |
| {\displaystyle \mathrm {Br} } | Número de Brinkman               |            |
| {\displaystyle \mathrm {Pr} } | Número de Prandtl                |            |
| {\displaystyle \mathrm {Ec} } | Número de Eckert                 |            |
| {\displaystyle d}             | Dimensión de sección transversal | m          |
| {\displaystyle L}             | Longitud                         | m          |
| {\displaystyle T_{0}}         | Temperatura del fluido           | K          |
| {\displaystyle T_{w}}         | Temperatura de la pared          | K          |
| {\displaystyle c_{p}}         | Capacidad calorífica específica  | J / (kg K) |
| {\displaystyle k}             | Conductividad térmica            | W / (m K)  |
| {\displaystyle m}             | Masa                             | kg         |
| {\displaystyle t}             | Tiempo                           | s          |
| {\displaystyle u}             | Velocidad                        | m / s      |
| {\displaystyle \mu }          | Viscosidad                       | Pa s       |

## Descripción
Se define como:
{\displaystyle \mathrm {Br} ={\frac {\text{Potencia de inercia}}{\text{Conducción de calor}}}}
|               | 1                                                                             | 2                                                                     |
| ------------- | ----------------------------------------------------------------------------- | --------------------------------------------------------------------- |
| Ecuaciones    | {\displaystyle \mathrm {Br} ={\frac {mu\ (u/L)\ (L/t)}{k\ d\ (T_{w}-T_{0})}}} | {\displaystyle \mu ={\frac {m}{d\ t}}}                                |
| Simplificando | {\displaystyle \mathrm {Br} ={\frac {mu^{2}/t}{k\ d\ (T_{w}-T_{0})}}}         |                                                                       |
| Ordenando     | {\displaystyle \mathrm {Br} ={\frac {[m/(d\ t)]\ u^{2}}{k\ (T_{w}-T_{0})}}}   |                                                                       |
| Sustituyendo  | {\displaystyle \mathrm {Br} ={\frac {\mu \ u^{2}}{k\ (T_{w}-T_{0})}}}         | {\displaystyle \mathrm {Br} ={\frac {\mu \ u^{2}}{k\ (T_{w}-T_{0})}}} |

{\displaystyle \mathrm {Br} ={\frac {\mu \ u^{2}}{k\ (T_{w}-T_{0})}}}
|                                                                        | 1 | 2 | 3                                                          | 4                                                              |
| ---------------------------------------------------------------------- | --- | --- | ---------------------------------------------------------- | -------------------------------------------------------------- |
| Ecuaciones                                                             | {\displaystyle \mathrm {Br} ={\frac {\mu \ u^{2}}{k\ (T_{w}-T_{0})}}}                                                  | {\displaystyle \Delta T=T_{w}-T_{0}}                                                                                   | {\displaystyle \mathrm {Pr} ={\frac {\mu \,c_{p}}{k}}}     | {\displaystyle \mathrm {Ec} ={\frac {u^{2}}{c_{p}\ \Delta T}}} |
| Sustituyendo                                                           | {\displaystyle \mathrm {Br} ={\frac {\mu \ u^{2}}{k\ (\Delta T)}}}                                                     | {\displaystyle \mathrm {Br} ={\frac {\mu \ u^{2}}{k\ (\Delta T)}}}                                                     |                                                            |                                                                |
| Multiplicando {\displaystyle {\Bigl (}{\frac {c_{p}}{c_{p}}}{\Bigr )}} | {\displaystyle \mathrm {Br} ={\frac {\mu \ u^{2}}{k\ \Delta T}}{\Bigl (}{\frac {c_{p}}{c_{p}}}{\Bigr )}}               | {\displaystyle \mathrm {Br} ={\frac {\mu \ u^{2}}{k\ \Delta T}}{\Bigl (}{\frac {c_{p}}{c_{p}}}{\Bigr )}}               |                                                            |                                                                |
| Ordenando                                                              | {\displaystyle \mathrm {Br} ={\Bigl (}{\frac {\mu c_{p}}{k}}{\Bigr )}{\Bigl (}{\frac {u^{2}}{c_{p}\Delta T}}{\Bigr )}} | {\displaystyle \mathrm {Br} ={\Bigl (}{\frac {\mu c_{p}}{k}}{\Bigr )}{\Bigl (}{\frac {u^{2}}{c_{p}\Delta T}}{\Bigr )}} |                                                            |                                                                |
| Sustituyendo                                                           | {\displaystyle \mathrm {Br} =\mathrm {Pr} \ \mathrm {Ec} }                                                             | {\displaystyle \mathrm {Br} =\mathrm {Pr} \ \mathrm {Ec} }                                                             | {\displaystyle \mathrm {Br} =\mathrm {Pr} \ \mathrm {Ec} } | {\displaystyle \mathrm {Br} =\mathrm {Pr} \ \mathrm {Ec} }     |

{\displaystyle \mathrm {Br} =\mathrm {Pr} \ \mathrm {Ec} }
Por ejemplo en una extrusora a tornillo, la energía suministrada al polímero fundido viene principalmente de dos fuentes; la primera es la disipación viscosa producida por el rozamiento entre fluido que se mueve a diferentes velocidades y la segunda por conducción térmica desde la pared de la extrusora. La fuente de la primera es el motor que mueve el tornillo mientras que la segunda son calentadores. El Número de Brinkman es el cociente de las dos.
- Datos: Q917504